# Leví (cognom)
|  | Per a altres significats, vegeu «Levi». |

Leví  (en llatí Laevinus) era un dels cognomens de la gens Valèria. Apareix per primer cop als Fasti l'any 280 aC i encara existia en temps d'August i més tard sota Domicià i Nerva. Marc Valeri Marcial parla d'una Levina a la salut de la qual beu sis copes de vi.
Alguns personatges destacats van ser:
- Publi Valeri Leví, cònsol el 280 aC
- Marc Valeri Leví, cònsol el 210 aC.
- Gai Valeri Leví, cònsol el 176 aC.
- Gai Valeri Leví, pretor el 177 aC.